# Zdravko Kuzmanović
Zdravko Kuzmanović, född 22 september 1987 i Thun i Schweiz, är en serbisk-schweizisk fotbollsspelare som spelar som mittfältare för spanska Málaga, på lån från FC Basel. Han spelar även för Serbiens landslag.